# Dasyuris homomorpha
Dasyuris homomorpha är en fjärilsart som beskrevs av Edward Meyrick 1884. Dasyuris homomorpha ingår i släktet Dasyuris och familjen mätare. Inga underarter finns listade i Catalogue of Life.